# Liste der Kulturdenkmale in Kiel-Damperhof
In der Liste der Kulturdenkmale in Kiel-Damperhof sind alle Kulturdenkmale des Stadtteils Damperhof der schleswig-holsteinischen Landeshauptstadt Kiel aufgelistet (Stand: 9. Juni 2025).
Die Bodendenkmale sind in der Liste der Bodendenkmale in Kiel aufgeführt.

## Legende
In den Spalten befinden sich folgende Informationen:
- Objekt-ID: die Nummer des Kulturdenkmales
- Lage: die Adresse des Kulturdenkmales und die geographischen Koordinaten. Kartenansicht, um Koordinaten zu setzen. In der Kartenansicht sind Kulturdenkmale ohne Koordinaten mit einem roten Marker dargestellt und können in der Karte gesetzt werden. Kulturdenkmale ohne Bild sind mit einem blauen Marker gekennzeichnet, Kulturdenkmale mit Bild mit einem grünen Marker.
- Offizielle Bezeichnung: Bezeichnung des Kulturdenkmales
- Beschreibung: die Beschreibung des Kulturdenkmales
- Bild: ein Bild des Kulturdenkmales

## Sachgesamtheiten
| Objekt-ID | Lage                                                             | Offizielle Bezeichnung                                                       | Beschreibung | Bild                             |
| --------- | ---------------------------------------------------------------- | ---------------------------------------------------------------------------- | --- | -------------------------------- |
| 47621     | Legienstraße 35 (54° 19′ 40″ N, 10° 7′ 45″ O)                    | ehem. Kgl. Höhere Schiffs- und Maschinenbauschule (Muthesiuskunsthochschule) | ehem. Kgl. Höhere Schiffs- und Maschinenbauschule (Muthesiuskunsthochschule); 1903–06, Georg Pauly; dreieckige Anlage aus zwei winkligen Flügeln, dreigeschossige Backsteinbauten auf hohem Sockelgeschoss, rustizierte Kunststeinlisenen, mit nachträglichem Attikageschoss unter Walmdach, die das ehem. Maschinenbaulaboratorium, eingeschossig mit Dreieckgiebel, die Fassade wie an den Flügeln gestaltet, flankieren - Begründung: geschichtlich, städtebaulich - Schutzumfang: Nordflügel, Südflügel, ehem. Maschinenbaulaboratorium | weitere Fotos \| Fotos hochladen |
| 29714     | Muhliusstraße 49 (54° 19′ 37″ N, 10° 8′ 0″ O)                    | Mietwohnhausgruppe                                                           | Aktualisierung vorgesehen - Begründung: geschichtlich, städtebaulich - Schutzumfang: Mehrfamilienhaus, mittleres Hofgebäude (ehem. Kaffee-Brennerei), hinteres Hofgebäude (ehem. Steindruckerei), gepflasterte Hofflächen (1. und 2. Hof) | Fotos hochladen                  |
| 50163     | Muhliusstraße 41, Bergstraße 11 -13 (54° 19′ 38″ N, 10° 8′ 2″ O) | Wohnhaus mit Druckerei                                                       | Wohnhaus mit Druckerei; 1925/26, Arnold Bruhn; viergeschossiger Klinkerbau mit expressionistischen Backsteindetails unter gaubenbesetztem Satteldach; ehem. Druckerei im Hof, dreigeschossiger, kubischer Backsteinbau unter Walmdach, Schmalseite mit Portal unter Dreiecksgiebeln; Bauten durch Hofmauer in expressionistischer Formensprache verbunden - Begründung: geschichtlich, künstlerisch, städtebaulich - Schutzumfang: Wohnhaus mit Mauer (Muhliusstraße 41), Hofgebäude ehem. Druckerei (Bergstraße 11-13)                     | Fotos hochladen                  |

## Mehrheit von baulichen Anlagen
| Objekt-ID | Lage                                               | Offizielle Bezeichnung                 | Beschreibung | Bild            |
| --------- | -------------------------------------------------- | -------------------------------------- | --- | --------------- |
| 47605     | Jägersberg 21, 21a (54° 19′ 41″ N, 10° 7′ 50″ O)   | Mietwohnungshäuser Jägersberg 21-21a   | Mietwohnungshäuser Jägersberg 21-21a; 1889, Maurermeister L. Plum, Architekt Richard Wegner; zwei in Reihe stehende viergeschossige Putzbauten, symmetrische Anlage, Risalite und historistische Putzornamentik - Begründung: geschichtlich, städtebaulich - Schutzumfang: Mietwohnungshäuser Jägersberg 21, 21a            | Fotos hochladen |
| 47806     | Muhliusstraße 51, 53 (54° 19′ 36″ N, 10° 7′ 59″ O) | Mietwohnungshäuser Muhliusstraße 51-53 | Muhliusstraße 51-53; um 1890; Baugruppe von zwei viergeschossigen Putz- und Backsteinbauten unter ausgebauten Satteldächern, Nr. 51 mit Eckturm, EG-Zonen genutet, Putzzier der OG in Renaissanceformen - Begründung: geschichtlich, städtebaulich - Schutzumfang: Mietwohnungshäuser Muhliusstraße 51, 53, Legienstraße 16 | Fotos hochladen |

## Bauliche Anlagen und Gründenkmale
| Objekt-ID      | Lage                                                | Offizielle Bezeichnung                                 | Beschreibung | Bild                             |
| -------------- | --------------------------------------------------- | ------------------------------------------------------ | --- | -------------------------------- |
| 10649          | Baustraße 4 (54° 19′ 42″ N, 10° 8′ 10″ O)           | Mietwohnungshaus                                       | Mietwohnungshaus; 1903–04, Architekt Schmidt; viergeschossiger Rotklinkerbau unter Kieler Dach mit aufwändiger historistischer Putzgliederung, beidseitig polygonale Erker - Schutzumfang: Mietwohnungshaus - Begründung: Geschichtlich, Städtebaulich | BW                               |
| 10646 Wikidata | Bergstraße 1–3 (54° 19′ 35″ N, 10° 8′ 6″ O)         | Sparkasse Kiel (Erweiterungsbau)                       | 1935 von Ernst Prinz | weitere Fotos \| Fotos hochladen |
| 9596           | Blumenstraße 2–4 (54° 19′ 37″ N, 10° 7′ 48″ O)      | Ehem. Polizeipräsidium „Blume“                         | 1904–1908; nach Kriegsschäden teilweise vereinfacht; Alteintragung (Aktualisierung vorgesehen) - Begründung: geschichtlich, künstlerisch, städtebaulich - Schutzumfang: gesamtes Objekt - Denkmaltyp: Bauliche Anlage | weitere Fotos \| Fotos hochladen |
| 29746          | Brunswiker Straße 13 (54° 19′ 39″ N, 10° 8′ 31″ O)  | Ausstellungspavillon                                   | Ausstellungspavillon; um 1960; kubischer eingeschossiger Backsteinbau unter Flachdach; Nordwestecke als Glasfront zwischen Metallstützen aufgelöst, Innenraum durch offene Galerie an der Südostseite bestimmt - Begründung: geschichtlich, städtebaulich - Schutzumfang: gesamtes Objekt - Denkmaltyp: Bauliche Anlage | Fotos hochladen                  |
| 3169 Wikidata  | Dahlmannstraße (54° 19′ 36″ N, 10° 8′ 24″ O)        | Denkmalbrunnen für Klaus Groth                         | Denkmalbrunnen für Klaus Groth; 1912 von Bildhauer Heinrich Mißfeldt; Alteintragung (Aktualisierung vorgesehen) - Begründung: geschichtlich, künstlerisch, städtebaulich - Schutzumfang: gesamtes Objekt - Denkmaltyp: Bauliche Anlage | weitere Fotos \| Fotos hochladen |
| 11868          | Dahlmannstraße 2 - 2a (54° 19′ 39″ N, 10° 8′ 27″ O) | Wohn- und Geschäftshaus                                | Wohn- und Geschäftshaus; 1888, Bauunternehmer Bochardt; dreigeschossiger, winklig angelegter Putzbau unter modernem Dachausbau, reiche Putzfassade mit Erkern, Blendgliederungen und antikisierenden Ziersäulen - Begründung: geschichtlich, städtebaulich - Schutzumfang: gesamtes Äußeres - Denkmaltyp: Bauliche Anlage | Fotos hochladen                  |
| 27756          | Dreiecksplatz 1 (54° 19′ 42″ N, 10° 8′ 1″ O)        | Wohn- und Geschäftshaus                                | Alteintragung (Aktualisierung vorgesehen) - Begründung: geschichtlich, städtebaulich - Schutzumfang: gesamtes Objekt - Denkmaltyp: Bauliche Anlage | Fotos hochladen                  |
| 11526          | Fleethörn 56 (54° 19′ 30″ N, 10° 7′ 45″ O)          | Ehemaliges Landesdirektoriat                           | Alteintragung (Aktualisierung vorgesehen) - Begründung: Alteintragung (Aktualisierung vorgesehen) - Schutzumfang: Alteintragung (Aktualisierung vorgesehen) - Denkmaltyp: Bauliche Anlage | Fotos hochladen                  |
| 10197          | Gartenstraße 1 (54° 19′ 32″ N, 10° 7′ 44″ O)        | Ehemaliges Landesdirektoriat                           | Alteintragung (Aktualisierung vorgesehen) - Begründung: Alteintragung (Aktualisierung vorgesehen) - Schutzumfang: Alteintragung (Aktualisierung vorgesehen) - Denkmaltyp: Bauliche Anlage | Fotos hochladen                  |
| 11467          | Gartenstraße 4 - 10 (54° 19′ 32″ N, 10° 7′ 46″ O)   | ehem. Landesbrandkasse                                 | ehem. Landesbrandkasse; 1951 bis ca. 1955, Architekt Fritz Rotzoll; mehrgliedriger Backsteinbau mit vorkragenden Satteldächern und Staffelgeschossen, viergeschossiger Haupttrakt mit Eingang zur Gartenstraße, weitere Flügel entlang Gartenstraße und Fleethörn dreistöckig, Fenster mit Werksteinrahmungen, prägnanter verglaster Erker im 1. Obergeschoss - Begründung: geschichtlich, künstlerisch, städtebaulich - Schutzumfang: gesamtes Objekt - Denkmaltyp: Bauliche Anlage                                                       | Fotos hochladen                  |
| 11631          | Jägersberg 11 (54° 19′ 43″ N, 10° 7′ 54″ O)         | Wohnhaus                                               | Wohnhaus; um 1890; zweigeschossiger giebelständiger Backsteinbau unter Satteldach; Fassade in gotisierenden Formen mit Glasurziegelbändern - Begründung: geschichtlich, städtebaulich - Schutzumfang: gesamtes Äußeres - Denkmaltyp: Bauliche Anlage | Fotos hochladen                  |
| 11630          | Jägersberg 12a (54° 19′ 43″ N, 10° 7′ 52″ O)        | Wohnhaus                                               | Alteintragung (Aktualisierung vorgesehen) - Begründung: geschichtlich, künstlerisch - Schutzumfang: gesamtes Objekt - Denkmaltyp: Bauliche Anlage | Fotos hochladen                  |
| 3230 Wikidata  | Legienstraße 22–24 (54° 19′ 37″ N, 10° 7′ 53″ O)    | Gewerkschaftshaus                                      | 1907 von Architekt Carl Voß, Alteintragung (Aktualisierung vorgesehen) - Begründung: Alteintragung (Aktualisierung vorgesehen) - Schutzumfang: Alteintragung (Aktualisierung vorgesehen) - Denkmaltyp: Bauliche Anlage | weitere Fotos \| Fotos hochladen |
| 3195 Wikidata  | Legienstraße 23 (54° 19′ 36″ N, 10° 7′ 54″ O)       | Muhliusschule                                          | Alteintragung (Aktualisierung vorgesehen) - Begründung: Alteintragung (Aktualisierung vorgesehen) - Schutzumfang: Alteintragung (Aktualisierung vorgesehen) - Denkmaltyp: Bauliche Anlage | weitere Fotos \| Fotos hochladen |
| 8773           | Lorentzendamm 24 (54° 19′ 38″ N, 10° 8′ 8″ O)       | Gebäude der Industrie- und Handelskammer Kiel          | Alteintragung (Aktualisierung vorgesehen) - Begründung: geschichtlich, künstlerisch, städtebaulich - Schutzumfang: gesamtes Objekt - Denkmaltyp: Bauliche Anlage | weitere Fotos \| Fotos hochladen |
| 3231 Wikidata  | Lorentzendamm 28–30 (54° 19′ 34″ N, 10° 8′ 2″ O)    | Sparkasse Kiel (ältere Bauteile)                       | Alteintragung (Aktualisierung vorgesehen) - Begründung: Alteintragung (Aktualisierung vorgesehen) - Schutzumfang: Alteintragung (Aktualisierung vorgesehen) - Denkmaltyp: Bauliche Anlage | weitere Fotos \| Fotos hochladen |
| 29337          | Lorentzendamm 28 - 30 (54° 19′ 32″ N, 10° 8′ 7″ O)  | sog. Olympia-Spirale                                   | sog. Olympia-Spirale; 1971, Hermann Göpfert und Peter Hölzinger; Objekt bestehend aus kreisförmig angelegten freistehenden Stahlstelen, mittig Spirale, die in drei Windungen ansteigt - Begründung: geschichtlich, künstlerisch, städtebaulich - Schutzumfang: gesamtes Objekt - Denkmaltyp: Bauliche Anlage | weitere Fotos \| Fotos hochladen |
| 3232           | Lorentzendamm 35 (54° 19′ 32″ N, 10° 7′ 59″ O)      | Ehem. Oberlandesgericht Kiel (heute Justizministerium) | Sitz des Ministerium für Justiz und Gesundheit des Landes Schleswig-Holstein; Alteintragung (Aktualisierung vorgesehen) - Begründung: künstlerisch, städtebaulich - Schutzumfang: Alteintragung (Aktualisierung vorgesehen) - Denkmaltyp: Bauliche Anlage | weitere Fotos \| Fotos hochladen |
| 8492           | Lorentzendamm 38 (54° 19′ 30″ N, 10° 7′ 55″ O)      | Wohnhaus                                               | Wohnhaus; 1900, Wilhelm Voigt; zweigeschossiger Backsteinbau über hohem Sockel unter flachem Walmdach, Fassade mit Backsteinrustizierungen - Begründung: geschichtlich, städtebaulich - Schutzumfang: gesamtes Äußeres und Treppenhaus - Denkmaltyp: Bauliche Anlage | Fotos hochladen                  |
| 8494           | Muhliusstraße 31 (54° 19′ 35″ N, 10° 7′ 53″ O)      | Alte Muhliusschule (VHS)                               | VHS; Alteintragung (Aktualisierung vorgesehen) - Begründung: geschichtlich, künstlerisch, städtebaulich - Schutzumfang: gesamtes Objekt - Denkmaltyp: Bauliche Anlage | weitere Fotos \| Fotos hochladen |
| 3240           | Muhliusstraße 41 (54° 19′ 38″ N, 10° 8′ 2″ O)       | Wohnhaus                                               | Wohnhaus; 1925/26, Arnold Bruhn; viergeschossiger Klinkerbau mit expressionistischen Backsteindetails unter gaubenbesetztem Satteldach, Hofmauer in expressionistischer Formensprache - Begründung: geschichtlich, künstlerisch, städtebaulich - Schutzumfang: gesamtes Äußeres, Mauer - Denkmaltyp: Bauliche Anlage, Sachgesamtheit: Wohnhaus mit Druckerei | Fotos hochladen                  |
| 6415           | Muhliusstraße 49 (54° 19′ 37″ N, 10° 8′ 0″ O)       | Mehrfamilienhaus                                       | Alteintragung (Aktualisierung vorgesehen) - Begründung: geschichtlich, städtebaulich - Schutzumfang: Alteintragung (Aktualisierung vorgesehen) - Denkmaltyp: Bauliche Anlage, Sachgesamtheit: Mietwohnhausgruppe | Fotos hochladen                  |
| 10247          | Muhliusstraße 49 (54° 19′ 36″ N, 10° 8′ 1″ O)       | Mittleres Hofgebäude (ehem. Kaffee-Rösterei)           | Alteintragung (Aktualisierung vorgesehen) - Begründung: geschichtlich, städtebaulich - Schutzumfang: Alteintragung (Aktualisierung vorgesehen) - Denkmaltyp: Bauliche Anlage, Sachgesamtheit: Mietwohnhausgruppe | Fotos hochladen                  |
| 10248          | Muhliusstraße 49 (54° 19′ 36″ N, 10° 8′ 2″ O)       | Hinteres Hofgebäude (ehem. Steindruckerei)             | Alteintragung (Aktualisierung vorgesehen) - Begründung: geschichtlich, städtebaulich - Schutzumfang: Alteintragung (Aktualisierung vorgesehen) - Denkmaltyp: Bauliche Anlage, Sachgesamtheit: Mietwohnhausgruppe | Fotos hochladen                  |
| 46682          | Muhliusstraße 67 (54° 19′ 32″ N, 10° 7′ 52″ O)      | St. Answerus-Haus                                      | St. Answerushaus; 1952–53, Robert Resch; dreigeschossiger traufständiger Backsteinbau über niedrigem Sockelgeschoss unter ausgebautem Walmdach, Kastenerker, Portal- u. Fensterrahmungen sowie Traufgesims aus Kunststein - Begründung: geschichtlich, städtebaulich - Schutzumfang: gesamtes Objekt - Denkmaltyp: Bauliche Anlage | Fotos hochladen                  |
| 3171           | Muhliusstraße (54° 19′ 39″ N, 10° 8′ 5″ O)          | Denkmal für Friedrich Gabriel Muhlius                  | Denkmal für Friedrich Gabriel Muhlius; Alteintragung (Aktualisierung vorgesehen) - Begründung: geschichtlich, städtebaulich - Schutzumfang: gesamtes Objekt - Denkmaltyp: Bauliche Anlage | Fotos hochladen                  |
| 11941          | Rathausplatz 6 (54° 19′ 23″ N, 10° 8′ 7″ O)         | ehem. Straßenbahn-Wartehalle                           | ehem. Straßenbahn-Wartehalle; 1920; eingeschossiger Putzbau mit Walmdach, kupferner Entlüftungsaufsatz, in Erscheinung eines Brückenhauses - Begründung: geschichtlich, städtebaulich, technisch - Schutzumfang: gesamtes Objekt - Denkmaltyp: Bauliche Anlage | weitere Fotos \| Fotos hochladen |
| 3165 Wikidata  | Rathausstraße (54° 19′ 25″ N, 10° 7′ 57″ O)         | Denkmal „Bismarck 1897“                                | Bismarckdenkmal im Hiroshimapark von 1897 von Bildhauer Harro Magnussen; Alteintragung (Aktualisierung vorgesehen) - Begründung: Alteintragung (Aktualisierung vorgesehen) - Schutzumfang: Alteintragung (Aktualisierung vorgesehen) - Denkmaltyp: Bauliche Anlage | weitere Fotos \| Fotos hochladen |
| 31700          | Schlossgarten 14 (54° 19′ 38″ N, 10° 8′ 36″ O)      | ehem. Landesbausparkasse Kiel                          | HSH Nordbank (ehem. Landesbausparkasse); 1979-1982, Schnittger/Diedrichsen/Hoge; mehrgeschossiger Bau unter Metalldach, gegliedert durch 3 verklinkerte Treppenhaustürme, mehrschichtige Glasfassade - Begründung: geschichtlich, künstlerisch, städtebaulich - Schutzumfang: gesamtes Objekt - Denkmaltyp: Bauliche Anlage | weitere Fotos \| Fotos hochladen |
| 12161          | Wilhelminenstraße 10 (54° 19′ 42″ N, 10° 8′ 0″ O)   | Kinosaal                                               | Alteintragung (Aktualisierung vorgesehen) - Begründung: geschichtlich, städtebaulich - Schutzumfang: gesamtes Objekt - Denkmaltyp: Bauliche Anlage | Fotos hochladen                  |
| 12160          | Wilhelminenstraße 14a (54° 19′ 42″ N, 10° 7′ 57″ O) | Mehrfamilienwohnhaus                                   | 1904–1905 von Friedrich Rix und Ernst Göttsch; viergeschossiger Klinkerbau unter ausgebautem Kieler Dach, Fassade mit Balkonen zwischen geschossübergreifenden Kastenerkern, grüne Farbsteinbänder; Mietwohnungshaus; 1904/05, Friedrich Rix und Ernst Göttsch; viergeschossiger Klinkerbau unter ausgebautem Kieler Dach, Fassade mit Balkonen zwischen geschossübergreifenden Kastenerkern, grüne Farbsteinbänder - Begründung: geschichtlich, städtebaulich - Schutzumfang: Mietwohnungshaus, Einfriedung - Denkmaltyp: Bauliche Anlage | Fotos hochladen                  |
| 12158          | Wilhelminenstraße 28 (54° 19′ 40″ N, 10° 7′ 51″ O)  | Mehrfamilienwohnhaus                                   | Mietwohnungshaus; 1901 Architekt Hans Rohwedder; viergeschossiger Putzbau in Ecklage mit aufwändiger Putz- und Baugliederung, turmartiger Eckerker, Seitenerker übergiebelt und Loggien - Begründung: geschichtlich, künstlerisch, städtebaulich - Schutzumfang: gesamtes Objekt - Denkmaltyp: Bauliche Anlage | Fotos hochladen                  |
| 12157          | Wilhelminenstraße 33 (54° 19′ 39″ N, 10° 7′ 52″ O)  | Wohn- und Geschäftshaus                                | 1908–1909 von Johann Theede; viergeschossiger Putzbau mit hohem Mansarddach, Ecklage mit gerundetem Altan, seitlich Kastenerker und Risalit mit geschweiftem Schildgiebel - Begründung: geschichtlich, städtebaulich - Schutzumfang: gesamtes Objekt - Denkmaltyp: Bauliche Anlage | Fotos hochladen                  |

## Quelle
- Liste der Kulturdenkmale in Schleswig-Holstein – Landeshauptstadt Kiel (PDF)

- Karte mit allen Koordinaten:
- OSM |
- WikiMap